# HausHalten e. V.
HausHalten e. V. ist ein eingetragener Verein in Leipzig, welcher die eingetragene Wortmarke Wächterhaus betreut und führt.
Er steht im Rahmen der Zwischennutzung für ein Nutzungskonzept für vorher teilweise Jahrzehnte leerstehende Immobilien, in denen auf der Grundlage besonderer vertraglicher Vereinbarung Nutzer einziehen können, die sich im Tausch gegen Wohn- und/oder anderweitige Nutzungsmöglichkeiten zum Erhalt bzw. zur Sanierung des Gebäudes verpflichten.
Die schlecht vermietbaren, bislang vernachlässigten und nun zu neuem Leben erweckten und neuem Nutzen zugeführten Objekte liegen in der Regel an exponierten Stellen und sind öffentlichkeitswirksam als „Wächterhaus“ gekennzeichnet.

„Das Grundprinzip der Wächterhäuser ist denkbar einfach: Hauserhalt durch Nutzung. Die Nutzung des Hauses verhindert Vandalismus und grenzt Witterungsschäden ein, da sie von den Nutzern schnell entdeckt und behoben werden. „Viel Fläche für wenig Geld“ ist die Maxime, ...“

Geboren wurde die Idee einer Art Zwischennutzung als eine Gegenstrategie der Stadtentwicklung zur drohenden Verwahrlosung im Zuge der grassierenden Schrumpfungsprozesses nach der Wende und friedlichen Revolution in der DDR mit massiven Immobilien-Leerständen; inzwischen wird die Idee auch in anderen Städten wie Halle an der Saale, Chemnitz, Görlitz, Erfurt, Dresden sowie Zittau realisiert.
Historische Wurzeln des Begriffs sind in der Bezeichnung für die früheren Unterkünfte von z. B. Nachtwächtern oder anderen Kontroll-, Zoll- bzw. Wachtstellen zu finden.

## Belege
1. ↑  Registereintrag zur Wortmarke beim DPMA vom 11. April 2008, abgerufen am 20. Februar 2014.
2. ↑  Leipziger Volkszeitung, 23. April 2012, Robert Berlin: lvz-online.de: Wächterhaus-Pläne für besetztes Gebäude in Leipzig-Plagwitz (20. Februar 2014).
3. ↑  Leipziger Volkszeitung, 16. Juli 2013, Sebastian Hünermund: lvz-online.de: Künstlerische Hausmeister - Wächterhausmodell schützt alte Bauten in den neuen Bundesländern (20. Februar 2014).
4. ↑  13. Juli 2013, (dpa): aktuell.meinestadt.de: Künstlergruppen übernehmen zweites Wächterhaus in Erfurt (Memento vom 26. Februar 2014 im Internet Archive) (20. Februar 2014).
5. ↑  Dresdner Neueste Nachrichten, 7. Mai 2013, Hauke Heuer: Das erste Wächterhaus in Dresden eröffnet am Emerich-Ambros-Ufer und bietet Platz für verschiedene Projekte (18. März 2014).
6. ↑  haushalten.org: Wächterhäuser in anderen Städten (20. Februar 2014).
7. ↑  2011, Helmut, Johanna Kandl: link.springer.com: Wächterhaus (20. Februar 2014).